# Aplocheilichthys jeanneli
Aplocheilichthys jeanneli, es una especie de pez actinopeterigio de agua dulce, de la familia de los poecílidos.
Peces de pequeño tamaño con una  longitud máxima descrita de solo 3'5 cm.

## Distribución y hábitat
Se distribuye por ríos de la vertiente índica de África, habitando pequeñas masas de agua, pantanos y partes poco profundas en el delta del río Omo en el suroeste de Kenia y el lago Turkana en el norte de Kenia, también en Etiopía. Son peces de agua dulce tropical, de comportamiento bentopelágico, no estacional, que prefieren temperatura entre 22 y 25 °C.